# Fähre Loreley
Koordinaten: 50° 9′ 10,9″ N, 7° 43′ 2,6″ O
Die Loreley VI ist eine Rheinfähre der Fähre Loreley GmbH & Co. KG. Die Binnenfähre quert den Rhein bei Stromkilometer 556 und verbindet die beiden Schwesterstädte Sankt Goar und Sankt Goarshausen.

## Lage
Die Fähre fährt in Nord-Süd-Richtung über den von Südosten nach Nordwesten fließenden Rhein. Im Norden liegt Sankt Goarshausen; im Osten liegt der Loreleyhafen von Sankt Goarshausen; im Süden liegt Sankt Goar; und im Westen liegt der Hafen von Sankt Goar.
Die Anlegestellen der Fähre sind beide je direkt an eine parallel zum Rhein verlaufende Bundesstraße angeschlossen: Linksrheinisch an die B 9 und rechtsrheinisch an die B 42. Parallel zur B 9 verläuft die A 61, welche nur wenige Kilometer entfernt ist.
Die Anleger liegen in der Nähe des Bahnhofes St. Goar der Linken Rheinstrecke sowie des Bahnhofes Sankt Goarshausen der Rechten Rheinstrecke.

## Geschichte
Die Fähre war bis zum Verkauf Anfang 2025 über 230 Jahre in lokaler Familienhand.
Klaus Hammerl ließ 2002 die „Loreley VI“ bauen. Diese wurde im Mai von dem Werftbetrieb SET Schiffbau- u. Entwicklungsgesellschaft Tangermünde (vor 2000 Deutsche Binnenwerften) in Tangermünde über die Nordsee nach Sankt Goarshausen geschleppt. Sie wird seit April 2003 eingesetzt und kann bis zu 30 PKW transportieren.
Im März 2012 wurde zwischen der Fähre Loreley GmbH & Co. KG, dem Rhein-Lahn-Kreis und dem Rhein-Hunsrück-Kreis im Rahmen eines Pilotprojekts ein Vertrag zur Durchführung eines erweiterten Fährbetriebs geschlossen. Hierfür wurden für vier Jahre die Ränder der Betriebszeiten aufgeweitet, sodass im Vergleich zum Vorjahr pro Vertragsjahr 1037 zusätzliche Betriebsstunden anfielen. Grundsätzlich bezahlten die Landkreise in den zusätzlichen Betriebsstunden die Differenz zwischen Betriebskosten und Ertrag durch Fahrscheinerlöse, die Erfassung dessen lag beim Fährbetreiber, die Obergrenze für die Bezuschussung legte die Aufsichts- und Dienstleistungsdirektion fest. Diese führte auch eine jährliche preisrechtliche Überprüfung durch.
Im Dezember 2014 beschlossen die Landkreise aufgrund mangelnder Nutzung des Mehrangebots, dass keine Verlängerung des Pilotprojekts infrage komme.
Nach Ablauf des Vertrages wurden die Fährzeiten wieder reduziert, kurzfristige Verhandlungen zur Verlängerung des Pilotprojekts um 6 Monate scheiterten.
Die Fähre Loreley ist zum Jahr 2020, vier Jahre nach Gründung, aus dem Fährbund Mittelrhein, dessen Mitglieder ein gemeinsames Tarif- und Zahlungssystem haben, ausgetreten.
Anfang Juni 2021 wurde berichtet, dass der Betreiber für den Fall, dass eine Mittelrheinbrücke gebaut wird, gemeinsam mit anderen benachbarten Fährbetreibern die Einstellung des Fährbetriebs beabsichtigt; dies haben sie in einem Brief an die Ministerpräsidentin des Landes Rheinland-Pfalz mitgeteilt.
Die Fähre wird laut Betreiber hauptsächlich nicht von Anwohnern, sondern zu 70 % von Touristen genutzt.
Laut Mitteilung der Flensburger Reederei FRS hat diese den Betrieb Fähre Loreley inklusive der Mitarbeiter und des bisherigen Geschäftsführers Simon Lanius Anfang 2025 übernommen.

## Fährzufahrt
Die Rampen der Fährzufahrt haben ein maximales Gefälle von 11 % und haben keine Höhenbegrenzung. Die minimale lichte Breite der Rampen ist 5,20 m. Die Rampen sind so gebaut, dass sie auch bei sehr hohem Wasserstand genutzt werden können. Bei ungefähr 5,70 m Wasserpegel (in Kaub) ist die maximale Wasserhöhe erreicht und bei höherem Wasserstand ist ein Fährbetrieb nicht mehr möglich. In diesem Fall steht das Wasser bereits so hoch, dass auch schon die Zufahrtsstraßen überschwemmt sind.
Auf den Zufahrtsstraßen der Fähre ist die Höhe der Fahrzeuge begrenzt: Die Durchfahrt der B 42 zur Loreley hat eine lichte Höhe von 3,90 m, von der B 9 in Richtung Gründelbachtal ist 4,10 m und in Richtung Pfalzfeld 3,20 m die lichte Höhe. In Richtung Oberwesel von der B 9 in Richtung Engehöll und zwischen der B 42 und B 274 ist die lichte Höhe jeweils über 4 Meter.

## Hoch- und Niedrigwasser
Bei Hochwasser verkehrt anstatt der PKW-Fähre sofern möglich die Personenfähre „Felix“, die dann über Stege erreicht werden kann.
Aufgrund von Niedrigwasser wurden im beispielsweise Winter 2018 zeitweise Fahrzeuge über 16 t Gesamtgewicht nicht befördert und im Sommer 2022 zeitweise LKW nur bis zu 7,5 t zulässigem Gesamtgewicht übergesetzt.

## Fahrzeiten und Fahrpreise
Die Fähre verkehrt täglich, wobei die Betriebszeiten zu speziellen Anlässen variieren. Werktags fährt die Fähre nach einem festen Fahrplan. Die Zeit zwischen zwei Überfahrten beträgt in der Regel 20 Minuten. Betriebsbeginn und Betriebsende sowie die aktuellen Fahrzeiten sind auf der Website des Betreibers zu finden.
Seit dem 1. Mai 2024 ist die Fähre losgelöst aus jeglichem Verkehrsverbund, da Verhandlungen über den Verbleib des Unternehmens im Verkehrsverbund Rhein-Mosel gescheitert sind. Damit gelten weder VRM- noch Deutschlandtickets und bei Verbindungen mit Fährfahrt muss diese jeweils einzeln und unabhängig von den anderen Fahrten mit dem ÖPNV vor Ort bezahlt werden.
Die Kosten für eine Fahrt werden nicht nach Länge, sondern nach Art des Fahrzeuges berechnet. Für individuellen Personenverkehr über den Rhein kann beim Betreiber eine Fahrt mit der Personenfähre gebucht werden.

## Trivia
Während in Rheinland-Pfalz Fähren aktuell normalerweise genehmigungspflichtig sind, gilt dies im Fall der Fähre Loreley nicht, da sie bereits bei Inkrafttreten des entsprechenden Gesetzes (im Jahr 1960) laut Ministerium für Wirtschaft, Verkehr, Landwirtschaft und Weinbau rechtmäßig in Betrieb war (die Fähre Loreley feierte im April 2019 ihr 225-jähriges Firmenjubiläum) und das Gesetz die unbefristete Übernahme dieser alten Regelungen vorsieht. Eine Genehmigung aus vorheriger Zeit liegt dem Ministerium und dem Landesbetrieb Mobilität nicht vor.

## Belege
1. ↑  Jana Mack: Familie verkauft nach mehr als 200 Jahren - Flensburger Reederei übernimmt Loreley-Fähre am Rhein: So geht es weiter. In: SWR Online. 23. Januar 2025, abgerufen am 24. Januar 2025.
2. ↑  VertragErweiterterFhrverkehrvom28.03.2012-geschwaerzt.pdf in Anfrage „Historische Genehmigung und Testbetrieb Fähre Loreley“ - FragDenStaat. (PDF) Abgerufen am 5. Mai 2022.
3. ↑  VRM GmbH & Co KG: Fährbund Mittelrhein ist ab 2020 nur noch zu viert. 9. November 2019, abgerufen am 5. Mai 2022.
4. ↑  Paukenschlag am Mittelrhein: Fähre St. Goar und Bopparder Rheinfähre verlassen den Fährbund. 7. November 2019, abgerufen am 5. Mai 2022.
5. ↑  Mittelrheinbrücke: Alle Fähren stellen den Betrieb ein. In: SWR Aktuell. Südwestdeutscher Rundfunk, 1. Juni 2021, archiviert vom Original; abgerufen am 4. Oktober 2022.
6. ↑  Fährbetreiber sehen sich durch Mittelrheinbrücke bedroht. In: SWR Aktuell. Archiviert vom Original am 5. Mai 2022; abgerufen am 1. Juli 2022.  Info: Der Archivlink wurde automatisch eingesetzt und noch nicht geprüft. Bitte prüfe Original- und Archivlink gemäß Anleitung und entferne dann diesen Hinweis.
7. ↑  Fähren kämpfen häufiger mit Niedrigwasser. In: Rhein-Zeitung.de. 17. April 2017, abgerufen am 2. Juni 2022.
8. ↑  FRS weitet Engagement am Rhein aus: Übernahme der traditionsreichen Loreley Fährlinie. 7. Januar 2025, abgerufen am 9. Januar 2025.
9. ↑  Wasserstand sinkt am Mittelrhein – Mit „Felix“ ans andere Ufer [Update]. In: Rhein-Hunsrück-Zeitung. 9. Januar 2018, abgerufen am 2. Juni 2022.
10. ↑  Betreiber muss wegen Niedrigwasser Angestellte entlassen: Rhein-Fähren liegen auf dem Trockenen. 14. November 2018, abgerufen am 2. Juni 2022.
11. ↑  admin: ⛴️ Rhein Fähre Loreley VI ⛴️ St. Goar & St. Goarshausen. Abgerufen am 12. August 2022 (deutsch).
12. ↑  Fahrplan. In: Fähre Loreley. Abgerufen am 5. Mai 2022 (deutsch).
13. ↑  Suzanne Breitbach: Fähren am Mittelrhein steigen aus Verkehrsverbund aus – VRM-Fahrkarte und Deutschland-Ticket gelten nicht. In: Rhein-Zeitung. Mittelrhein-Verlag GmbH, 6. Mai 2024, abgerufen am 15. Mai 2024 (deutsch).
14. ↑  IHKjournal4/19. (PDF) Abgerufen am 28. Mai 2022.
15. ↑  EntscheidungLTranspGFhreLoreleyEndfassung geschwaerzt.pdf. (PDF) Abgerufen am 5. Mai 2022.